# Haworthia sapphaia
Haworthia sapphaia är en grästrädsväxtart som beskrevs av M. Hayashi. Haworthia sapphaia ingår i släktet Haworthia och familjen grästrädsväxter. Inga underarter finns listade i Catalogue of Life.